# Kolodeazne, Simferopol
Kolodeazne (în ucraineană Колодязне) este un sat în comuna Skvorțove din raionul Simferopol, Republica Autonomă Crimeea, Ucraina.

## Demografie
Componența lingvistică a localității Kolodeazne
     Rusă (63,79%)
     Ucraineană (24,66%)
     Tătară crimeeană (11,38%)
Conform recensământului din 2001, majoritatea populației localității Kolodeazne era vorbitoare de rusă (63,79%), existând în minoritate și vorbitori de ucraineană (24,66%) și tătară crimeeană (11,38%).